# Asociace profesionálních klubů ledního hokeje
Asociace profesionálních klubů ledního hokeje ČR (ve zkratce APK či APK LH), IČ 60456892, je uskupení, které řídí Extraligu ledního hokeje v České republice, tedy zdejší nejvyšší hokejovou soutěž. Jejími členy jsou zástupci jednotlivých klubů, které tuto soutěž hrají. V čele stojí prezident. Vlastní Extraligu pak řídí její předseda, kterým v současné době je Stanislav Šulc (hokej).
Asociace rozhoduje například o termínové listině Extraligy, o uzavření Extraligy (ze soutěže by se tak nesestupovalo do nižší soutěže) či o vyloučení některého z týmů z Extraligy. Rozhoduje též o jednotlivých úpravách pravidel ledního hokeje.
Významná je také její úloha při volbě předsedy Českého svazu ledního hokeje, kdy navrhuje jednoho z kandidátů. Zástupce Asociace je navíc členem výkonného výboru Českého svazu ledního hokeje.
V čele Asociace profesionálních klubů ledního hokeje je čtyřčlenné představenstvo volené Valnou hromadou na čtyřleté funkční období. Rozhodující záležitosti se řeší na valné hromadě, méně významné věci na předsednictvu. Valná hromada se musí dle stanov sejít minimálně třikrát do roka. V rámci Asociace dále působí tři komise:
- komise pro média, marketing, pro právní a hospodářskou oblast
- sportovní komise
- disciplinární komise

Během roku se Asociace schází na zasedáních na řadě míst České republiky. Její setkání například probíhala ve Velké Bíteši, ve Štiříně, Mladé Boleslavi nebo v Českých Budějovicích.

## Prezidenti APK LH
- Luboš Koželuh (z HC Sparta Praha)
- Ctibor Jech (z HC Bílí tygři Liberec)
- Jaroslav Vlasák (z HC Kometa Brno)
- Ladislav Blažek (z HC Slavia Praha)
- Aleš Pavlík, z HC Vítkovice Steel (20?? — 7. dubna 2023[4])
- Jan Tůma, z BK Mladá Boleslav (27. dubna 2023 – červen 2024)[5]

## Komise APK LH
Současné složení 

### Disciplinární komise
- Viktor Ujčík – předseda

### Odvolací komise
- Zbyněk Irgl – předseda

### Smírčí komise
- Martin Loukota – předseda